# Crambe (Yorkshire du Nord)
Crambe est un village et une paroisse civile du Yorkshire du Nord, en Angleterre.